# دیوید گریک
دیوید گریک (به انگلیسی: David Garrick) (تولد: ۱۹ فوریه ۱۷۱۷ (میلادی) درگذشته: ۲۰ ژانویه ۱۷۷۹ (میلادی)) بازیگر، نمایش نامه نویس، مدیر تئاتر و تهیه‌کننده انگلیسی است. پدرش یک کاپیتان ارتش بود و او را به یک مدرسه هنر مشهور فرستاد. قبل از اینکه او بازیگر شود، او درس خواند تا یک حقوقدان شود. او می‌توانست یک حقوقدان شود اما او اینکار را ول کرد و شروع به بازیگری کرد. جسد او در کنار مجسمه ویلیام شکسپیر دفن شد. اکثر شهرت او بخاطر بازیگری در نقش‌های نمایشنامه‌های شکسپیر بود. او در تئاتر رویال، دروری لین، بازی کرد و بعداً آنجا را خرید.